# Blanzat
Blanzat este o comună în departamentul Puy-de-Dôme, Franța. În 1 ianuarie 2022 avea o populație de 3.729 de locuitori.